# Blauwfazantje
Het blauwfazantje (Uraeginthus bengalus) is een kleurige vogel uit de familie van de prachtvinken (Estrildidae). De vogel komt voor in Afrika ten zuiden van de Sahara. Het is een vaak gehouden volièrevogel.

## Kenmerken
De vogel is 12 tot 13 cm lang en weegt 9 tot 11 gram. De nominaat heeft een grijsbruin schedelkapje. De nek en bovenzijde zijn bruin, de vleugels zijn wat donkerder. De wangen, kin, borst, flanken en achterste gedeelte van de romp zijn blauw evenals de staart, waarvan de buitenste veren bruin kunnen zijn. Alleen het mannetje heeft een wijnrode wangvlek en de pop (het vrouwtje) is over het algemeen ook wat fletser blauw. De snavel is oranjeachtig.
Bij de ondersoort U. b. brunneigularis ("bruinkopblauwfazant") is het mannetje meer grijsbruin van boven en het vrouwtje mist het blauw op de keel en de wangen.

## Verspreiding en leefgebied
Deze soort komt (in het wild) voor in Afrika van Senegal tot de Rode zee en in zuidelijke richting tot Zimbabwe. De soort telt binnen dit areaal vijf ondersoorten:
- U. b. bengalus: van zuidelijk Mauritanië tot Guinee en oostelijk tot Ethiopië, Oeganda en westelijk Kenia.
- U. b. brunneigularis ("bruinkopblauwfazant"): van zuidelijk Somalië tot centraal Kenia en noordoostelijk Tanzania.
- U. b. ugogensis: zuidelijk Kenia en noordelijk, westelijk en centraal Tanzania.
- U. b. katangae: noordoostelijk Angola, zuidelijk Congo-Kinshasa en noordelijk Zambia.

Het leefgebied bestaat uit halfopen landschappen met afwisselend bos, doornig struikgewas en grasland in de Sahel, maar ook agrarisch landschap rond dorpen, vooral bij akkers met cassave (Manihot esculenta).

## Status
De grootte van de wereldpopulatie is niet gekwantificeerd, maar de vogel is algemeen en plaatselijk soms talrijk. Men veronderstelt dat de soort in aantal stabiel is. Om deze redenen staat het blauwfazantje als niet bedreigd op de Rode Lijst van de IUCN.